# Nepenthes hamata
Nepenthes hamata – gatunek rośliny owadożernej z rodziny dzbanecznikowatych. Jest to górski gatunek, zaliczany do grupy roślin chronionych. Roślina została odkryta przez Turnbulla oraz Middletona. Można odnaleźć ją w Indonezji na wyspie Celebes na wysokości od 1400 m. do 2500 m.

## Morfologia
Roślina posiada przekształcone w dzbanki liście pułapkowe, za pomocą których łapie owady. N. hamata podobnie jak N. aristolochioides ma bardzo specyficzny wygląd; dzbanki są podłużne o kolorze od zielonego do brązowego i są nakrapiane czerwonymi łatkami (wszystko uzależnione jest od oświetlenia). Swoją uwagę N. hamata zwraca na siebie czerwonym kołnierzykiem na którym umieszczone są pojedyncze zęby. Na wieczku znajdują się rzadkie, długie włoski.

## Zastosowanie
Roślina ozdobna: Przez krótki czas może być uprawiana jako gatunek pośredni, ale powinno się ją jak najdłużej trzymać w warunkach odpowiednich dla dzbaneczników górskich. Wilgotność powinna być utrzymywana w granicach 85%. Jak prawie każdy dzbanecznik potrzebuje dużo światła, które powinno być rozproszone.